# Bąd (zbiornik wodny)
Bąd – zbiornik wodny (sztuczny) w woj. wielkopolskim, w powiecie czarnkowsko-trzcianeckim, w gminie Wieleń, leżący na terenie Kotliny Gorzowskiej i Puszczy Noteckiej w pobliżu Miałów (na wschód). Zbiornik jest częścią łańcucha jezior mialskich.

## Dane morfometryczne
Powierzchnia zwierciadła wody według różnych źródeł wynosi od 21,1 ha przez 23,5 ha do 26,42 ha (lustra wody) lub 28,71 ha (ogólna).
Zwierciadło wody położone jest na wysokości 51,1 m n.p.m. lub 51,3 m n.p.m. Średnia głębokość jeziora wynosi 1,2 m, natomiast głębokość maksymalna 1,8 m.

## Hydronimia
Według urzędowego spisu opracowanego przez Komisję Nazw Miejscowości i Obiektów Fizjograficznych (KNMiOF) zbiornik ten klasyfikowany jest jako zbiornik wodny (sztuczny). W różnych publikacjach zbiornik ten nazywany jest jeziorem.